# 1954 год в литературе

## События
- В Германии учреждена Бременская литературная премия.
- В США учреждена «Премия Эдгара Аллана По».

## Премии

### Международные
- Нобелевская премия по литературе — Эрнест Миллер Хемингуэй, «За повествовательное мастерство, в очередной раз продемонстрированное в „Старике и море“».

### Великобритания
- Премия Сомерсета Моэма — Дорис Лессинг.

### Израиль
- Государственная премия Израиля за литературу на иврите:
  - Шмуэль Йосеф Агнон;
  - Давид Шимони.

### США
- Пулитцеровская премия в категории художественное произведение, написанное американским писателем— не присуждалась
- Пулитцеровская премия в категории драматического произведения для театра — Джон Патрик, «Чайный домик августовской луны»
- Пулитцеровская премия в категории поэзия— Теодор Ретке, сборник «Пробуждение»

### Франция
- Гонкуровская премия — Симона де Бовуар, «Мандарины».
- Премия Ренодо — Jean Reverzy, Le Passage.
- Премия Фемина — Габриэль Веральди, La Machine humaine.
- Премия Фенеона — Люсьен Флёри и Альбер Мемми.

## Книги
- «Мартын Задека. Сонник» — книга Алексея Ремизова.
- «Огонь вещей: Сны и предсонье» — книга Алексея Ремизова.

### Романы
- «Властелин колец» (англ. The Lord of the Rings) — роман Джона Рональда Руэла Толкина.
- «Время жить и время умирать» (нем. Zeit zu leben und Zeit zu sterben) — роман Эриха Марии Ремарка.
- «Живи и дай умереть» (англ. Live and Let Die) — роман Яна Флеминга.
- «Звёздный зверь» (англ. The Star Beast) — роман Роберта Хайнлайна.
- «Зодчие» — роман Александра Волкова.
- «Из мира мёртвых» — роман Буало-Нарсежака.
- «Искатели» — роман Даниила Гранина.
- «История О» (фр. Histoire d'O) — роман Доминик Ори.
- «Конь и его мальчик» (англ. The Horse and His Boy) — роман Клайва Стейплза Льюиса.
- «Мэйдзин» (名人) — роман Ясунари Кавабата.
- «Повелитель мух» (англ. Lord of the Flies) — роман Уильяма Голдинга.
- «Птичье гнездо» — роман Ширли Джексон.
- «Стадион» — роман Вадима Собко.
- «Штиллер» (нем. Stiller) — роман Макса Фриша.
- «Экспедиция «Тяготение»» (англ. Mission of Gravity) — роман Хола Клемента.
- «Я — легенда» (англ. I Am Legend) — роман Ричарда Мэтисона.

### Повести
- «Здравствуй, грусть!» (фр. Bonjour Tristesse) — повесть Франсуазы Саган.
- «Мальчик из Сталинграда» — повесть Фёдора Самохина.

### Малая проза
- «Академия» (англ. The Academy) — рассказ Роберта Шекли.
- «Битва» (англ. The Battle) — рассказ Роберта Шекли.
- «Бухгалтер» (англ. The Accountant) — рассказ Роберта Шекли.
- «Где не ступала нога человека» (англ. Untouched by Human Hands)  — рассказ Роберта Шекли.
- «Рейс молочного фургона» (англ. Milk Run) — рассказ Роберта Шекли.
- «Специалист» (англ. Specialist) — рассказ Роберта Шекли.

### Пьесы
- «Годы странствий» — пьеса Алексея Арбузова.

### Поэзия
- «Тайная жизнь» (норв. Hemmelig liv) — сборник стихов Ролфа Якобсена.

### Литературоведение
- «Чехов. Биография» — книга Бориса Зайцева.

## Родились
- 14 апреля — Брюс Стерлинг, американский писатель-фантаст, журналист и литературовед, один из лидеров киберпанка.
- 26 июля — Лоуренс Уотт-Эванс, американский писатель-фантаст.
- 22 ноября — Юрий Михайлович Поляков, русский советский писатель.
- 4 декабря — Пал Завада, венгерский социолог и писатель словацкого происхождения.

## Умерли
- 4 января — Энрико Каваккьоли, итальянский драматург, журналист, поэт, либреттист, редактор и критик (род. в 1885).
- 16 января — Михаил Михайлович Пришвин, русский советский писатель (родился в 1873).
- 16 февраля —  Стелла Благоева, болгарская писательница (род. в 1887 году).
- 10 апреля — Питер Николаас ван Эйк, нидерландский писатель, поэт, литературный критик и историк литературы (родился в 1887).
- 23 августа — Педро Сесар Доминичи, венесуэльский писатель и драматург
- 29 августа — Александр Виссарионович Абаше́ли, грузинский поэт и писатель-фантаст (родился в 1884).
- 18 сентября — Карл Германович Дишлер, латышский прозаик и поэт (родился в 1878).
- 29 ноября – Мариана Коэлью, португальско-бразильская поэтесса, писательница (род. 1857.